# Foersterella erdoesi
Foersterella erdoesi är en stekelart som beskrevs av Boucek 1958. Foersterella erdoesi ingår i släktet Foersterella och familjen raggsteklar.
Artens utbredningsområde är:
- Österrike.
- Tjeckien.
- Slovakien.
- Tyskland.
- Ungern.
- Rumänien.
- Sverige.
- Moldavien.
- Kroatien.
- Nordmakedonien.

Arten är reproducerande i Sverige. Inga underarter finns listade i Catalogue of Life.